# Federación Universitaria de Fútbol 1928
Questa voce raccoglie le informazioni riguardanti la Federación Universitaria de Fútbol / Club Universitario de Deportes nelle competizioni ufficiali della stagione 1928.

## Maglie
| 1ª divisa |

## Rosa
| N. |                 | Ruolo | Calciatore         |
| -- | --------------- | ----- | ------------------ |
|    | Perù (bandiera) | P     | Jorge Alva         |
|    | Perù (bandiera) | D     | Abraham Rubio      |
|    | Perù (bandiera) | D     | Mario de las Casas |
|    | Perù (bandiera) | D     | Eduardo Astengo    |
|    | Perù (bandiera) | C     | Plácido Galindo    |
|    | Perù (bandiera) | C     | Alberto Denegri    |

| N. |                 | Ruolo | Calciatore             |
| -- | --------------- | ----- | ---------------------- |
|    | Perù (bandiera) | C     | Luis de Souza Ferreira |
|    | Perù (bandiera) | C     | Juan Ruiz              |
|    | Perù (bandiera) | A     | Jorge Góngora          |
|    | Perù (bandiera) | A     | Francisco Sabroso      |
|    | Perù (bandiera) | A     | Pablo Pacheco          |

## Risultati

### Primera División
| Lima | Universitario | 7 – 1 | Jose Olaya |  |

| Lima | Universitario | 5 – 1 | Unión FBC |  |

| Lima | Universitario | 1 – 1 | Washington Callao |  |

| Lima | Universitario | 1 – 3 | Circolo Sportivo |  |

| Lima | Universitario | 3 – 0 | Atlético Alianza |  |

| Lima | Universitario | 1 – 1 | Sport Progreso |  |

| Lima | Universitario | 2 – 0 | Jorge Chávez Callao |  |

| Lima | Universitario | 0 – 0 | Ciclista Lima |  |

| Lima | Universitario | 2 – 0 | Unión Buenos Aires |  |

| Lima | Universitario | 1 – 0 | Atlético Chalaco |  |

| Lima | Universitario | 4 – 1 | Circolo Sportivo |  |

| Lima | Universitario | 1 – 3 | Sport Progreso |  |

| Lima     | Universitario | 1 – 0 | Alianza Lima | \| Arbitro: \| Julio Borelli \| |
| Arbitro: | Julio Borelli |       |              |                                 |

| Arbitro: | Domingo Donayre |

|         |           |        |
| Góngora | Marcatori | García |

| Lima                                                    | Alianza Lima | 2 – 0 | Universitario |  |
| \| \| \| \| \| Bulnes 46’ Rivero 67’ \| Marcatori \| \| |              |       |               |  |
|                                                         |              |       |               |  |
| Bulnes 46’ Rivero 67’                                   | Marcatori    |       |               |  |

## Statistiche

### Statistiche di squadra
| Competizione     | Punti | Totale | Totale | Totale | Totale | Totale | Totale | DR  |
| Competizione     | Punti | G      | V      | N      | P      | Gf     | Gs     | DR  |
| ---------------- | ----- | ------ | ------ | ------ | ------ | ------ | ------ | --- |
| Primera División | 20    | 15     | 8      | 4      | 3      | 30     | 15     | +15 |
| Totale           | 20    | 15     | 8      | 4      | 3      | 30     | 15     | +15 |